# Nove Jîttea, Șîroke
Nove Jîttea (în ucraineană Нове Життя) este un sat în comuna Oleksandrivka din raionul Șîroke, regiunea Dnipropetrovsk, Ucraina.

## Demografie
Componența lingvistică a localității Nove Jîttea
     Ucraineană (74,07%)
     Rusă (25,93%)
Conform recensământului din 2001, majoritatea populației localității Nove Jîttea era vorbitoare de ucraineană (74,07%), existând în minoritate și vorbitori de rusă (25,93%).